# 映画音楽ベスト100
映画音楽ベスト100は、AFIが「AFIアメリカ映画100年シリーズ」の一環として2005年に選出したアメリカ映画の映画音楽の一覧である。上位25位までのランキングが公開された。

## ベスト25
| #  | 邦題名                                    | 年   | 製作会社                              | 作曲者                                   |
| -- | ----------------------------------------- | ---- | ------------------------------------- | ---------------------------------------- |
| 1  | スター・ウォーズ エピソード4/新たなる希望 | 1977 | 20世紀フォックス                      | ジョン・ウィリアムズ                     |
| 2  | 風と共に去りぬ                            | 1939 | セルズニック・インターナショナル, MGM | マックス・スタイナー                     |
| 3  | アラビアのロレンス                        | 1962 | コロムビア映画                        | モーリス・ジャール                       |
| 4  | サイコ                                    | 1960 | パラマウント映画                      | バーナード・ハーマン                     |
| 5  | ゴッドファーザー                          | 1972 | パラマウント映画                      | ニーノ・ロータ                           |
| 6  | ジョーズ                                  | 1975 | ユニバーサル・ピクチャーズ            | ジョン・ウィリアムズ                     |
| 7  | ローラ殺人事件                            | 1944 | 20世紀フォックス                      | デイヴィッド・ラクシン                   |
| 8  | 荒野の七人                                | 1960 | ユナイテッド・アーティスツ            | エルマー・バーンスタイン                 |
| 9  | チャイナタウン                            | 1974 | パラマウント映画                      | ジェリー・ゴールドスミス                 |
| 10 | 真昼の決闘                                | 1952 | ユナイテッド・アーティスツ            | ディミトリ・ティオムキン                 |
| 11 | ロビンフッドの冒険                        | 1938 | ワーナー・ブラザース                  | エーリヒ・ヴォルフガング・コルンゴルト   |
| 12 | めまい                                    | 1958 | パラマウント映画                      | バーナード・ハーマン                     |
| 13 | キング・コング                            | 1933 | RKO                                   | マックス・スタイナー                     |
| 14 | E.T.                                      | 1982 | ユニバーサル・ピクチャーズ            | ジョン・ウィリアムズ                     |
| 15 | 愛と哀しみの果て                          | 1985 | ユニバーサル・ピクチャーズ            | ジョン・バリー                           |
| 16 | サンセット大通り                          | 1950 | パラマウント映画                      | フランツ・ワックスマン                   |
| 17 | アラバマ物語                              | 1962 | ユニバーサル・ピクチャーズ            | エルマー・バーンスタイン                 |
| 18 | 猿の惑星                                  | 1968 | 20世紀フォックス                      | ジェリー・ゴールドスミス                 |
| 19 | 欲望という名の電車                        | 1951 | ワーナー・ブラザース                  | アレックス・ノース                       |
| 20 | ピンクの豹                                | 1964 | ユナイテッド・アーティスツ            | ヘンリー・マンシーニ                     |
| 21 | ベン・ハー                                | 1959 | MGM                                   | ミクロス・ローザ                         |
| 22 | 波止場                                    | 1954 | コロムビア映画                        | レナード・バーンスタイン                 |
| 23 | ミッション                                | 1986 | ワーナー・ブラザース                  | エンニオ・モリコーネ                     |
| 24 | 黄昏                                      | 1981 | ユニバーサル・ピクチャーズ            | デイヴ・グルーシン                       |
| 25 | 西部開拓史                                | 1962 | MGM, シネラマ・プロダクションズ       | アルフレッド・ニューマン, ケン・ダービー |